# Dubai World Cup Night
Die Dubai World Cup Night ist ein Renntag mit acht Pferderennen, der jährlich auf dem Meydan Racecourse in Dubai, Vereinigte Arabische Emirate ausgetragen wird. 
Es werden Rennen für Englisches Vollblut und für Arabisches Vollblut veranstaltet. Das Ereignis findet alljährlich Ende März/Anfang April statt. An diesem Renntag werden acht Rennen gelaufen, bei denen Preisgelder in Höhe von 27,25 Millionen US-Dollar ausgeschüttet werden. Das ist weltweit der höchstdotierte einzelne Renntag. 
Der Meydan-Racecourse hat eine 2400 m lange Grasbahn und eine 1750 m lange Allwetter-Bahn. Auf beiden Bahnen wird gegen den Uhrzeigersinn gelaufen. Von 1996 bis 2009 wurde die Veranstaltung auf der Nad Al Sheba-Rennbahn abgehalten.

## Rennen
An der Dubai World Cup Night werden folgende Flachrennen durchgeführt:
| Rennen                                                                   | Rennbahn        | Distanz                | Geläuf              | Klasse    | Alter/Geschlecht   |
| ------------------------------------------------------------------------ | --------------- | ---------------------- | ------------------- | --------- | ------------------ |
| Dubai Kahayla Classic                                                    | Meydan Rennbahn | 2000 m                 | synthetischer Belag | Gruppe I  | [ 1 ]              |
| Al Quoz Sprint                                                           | Meydan Rennbahn | 1200 (bis 2016 1000 m) | Gras                | Gruppe I  | 3-jährig und älter |
| Godolphin Mile                                                           | Meydan Rennbahn | 1600 m                 | synthetischer Belag | Gruppe I  | 4-jährig und älter |
| Dubai Gold Cup                                                           | Meydan Rennbahn | 3,200                  | Gras                | Gruppe II | 4-jährig und älter |
| UAE Derby                                                                | Meydan Rennbahn | 1,900                  | synthetischer Belag | Gruppe II | 3-jährig           |
| Dubai Golden Shaheen seit 2012 Bestandteil der Global Sprint Challenge   | Meydan Rennbahn | 1,200                  | synthetischer Belag | Gruppe I  | 3-jährig und älter |
| Dubai Turf bis 2015 Dubai Duty Free                                      | Meydan Rennbahn | 1,800                  | Gras                | Gruppe I  | 4-jährig und älter |
| Dubai Sheema Classic                                                     | Meydan Rennbahn | 2,410                  | Gras                | Gruppe I  | 4-jährig und älter |
| Dubai World Cup weltweit zweithöchstdotiertes Rennen mit USD $10 000 000 | Meydan Rennbahn | 2,000                  | synthetischer Belag | Gruppe I  | 4-jährig und älter |